# Kuschelina thoracica
Kuschelina thoracica är en skalbaggsart som först beskrevs av Fabricius 1775.  Kuschelina thoracica ingår i släktet Kuschelina och familjen bladbaggar. Inga underarter finns listade i Catalogue of Life.